# Карточная игра
Карточная игра, картёжная игра — игра с применением игральных карт, характеризуется случайным начальным состоянием, для определения которого используется набор (колода) карт для той или иной игры.
Существует также множество наборов игральных карт, созданных под конкретные игры. Процесс определения начального состояния каждого тура (партии) игры называется раздачей карт и состоит в раскладывании определённого правилами игры количества карт по определённым местам. Пример: Игра в «Дурака» — раздать каждому из игроков (партнёров) по 6 карт «на руки» (то есть чтобы карты каждого игрока были открыты только ему), положить одну карту «в открытую» (открытую для всех) на стол, оставшиеся карты сложить стопкой «в закрытую» (закрытыми для всех). Важным принципом практически всех карточных игр является случайность порядка карт в колоде. Перед использовании той же колоды в следующей игре карты в ней перемешиваются (перетасовываются).

## Классификация
Обычно карточные игры подразделяют на:
- семейные или народные — имеют несложные правила и доступны для всех возрастов:
  - домино
  - сундучки
  - дурак
  - мавр, он же 101
  - пьяница
  - девятка и другие.

- коммерческие — выигрыш в них зависит от умения игрока:
  - криббедж
  - бридж — единственная карточная игра, признанная видом спорта
  - преферанс
  - вист
  - винт
  - мушка
  - кинг (дамский преферанс)
  - тысяча
  - белот
  - ксери

Многие коммерческие игры очень сложны, по ним выходят отдельные справочники.
- азартные — выигрыш зависит во многом от случая[1] и частично зависит от умения игрока, поэтому наиболее важным становится расчёт вероятностей:
  - покер
  - блек-джек
  - сека или си́ка
  - бура
  - очко
  - баккара
  - пьяница
  - экарте
  - макао
  - фараон и др.

Такую классификацию дают Энциклопедический словарь Брокгауза и Ефрона и другие источники.
Кроме этого, игры делятся на современные и архаичные (ломбер, он же возглавляет группу ломберных игр; Campis). Одни из них азартные, другие коммерческие. Запреты на азартные игры появились впервые ещё в XVII веке. В 1873 году были запрещены все игорные дома в Европе, кроме Монако. В 1761 году императрица Елизавета Петровна установила разницу между коммерческими и азартными играми и запретила вторые.
Ещё одна классификация делит игры на:
- игры на скидывание карт (мавр, домино, лесенка, кун-кин);
- игры на скидывание карт и на отбой или только на отбой (разные виды дурака)
- игры на набор взяток (коммерческий вариант экарте, бриск);
- игры на набор очков во взятках (кончинка, бура, козёл);
- игры на старшинство комбинаций (покер, макао); и так далее.

В XIX веке в России самой сложной игрой считался винт, в Европе — ломбер. При Екатерине II азартными считались банк, фаро, квинтич, коммерческими — ломбер, кадрилья, пикет, контра, памфил (разновидность мушки). В конце XIX века популярными из азартных стали штосс, баккара, виктория, макао.
Коммерческие игры обычно разыгрываются долго, порой по несколько часов. Часто их цель — занять время, как, например, используется кинг в поездах. Азартные же игры обязательно быстрые, поскольку их цель — как можно быстрее выиграть, и как можно больше. Вот как описывается простейшая игра у Сервантеса в «Назидательных новеллах»:

Давай сыграем, — говорит один бродяга, — правила простые: я перемешиваю колоду, затем тянем по одной карте, ты и я; у кого карта больше, тот и выиграл.
Кроме того, есть игры, где важно не только получить сильные карты, но ещё и выдержать торг. Это, например, покер и сека. В них, набрав какую-либо комбинацию, игроки начинают торговаться. Перед тем поставлена первоначальная ставка. Затем ставки наращивают. Тот, чья очередь, увеличивает ставку, следующий увеличивает ещё, и так далее. Например, начальная ставка — 10. Первый говорит: «Ставлю 15». Следующий: «Ставлю 20». В ходе торга любой может спасовать, сбросить карты, не показывая их. В любой момент любой игрок может предложить вскрыться, поставив последнюю названную сумму («Вскрываюсь за 20»). Тогда все, кто не спасовал, вскрываются и сверяют карты. И, наконец, при отсутствии сильных карт, игрок может рискнуть, пойти на блеф, то есть поставить, например, сразу 100: если при этом все спасуют, он выигрывает, не показывая своих карт. Однако, при этом кто-нибудь может ответить: «Вскрываюсь за сто», — и тогда придётся сравнивать карты, по крайней мере этим двоим игрокам. Результат будет зависеть от карт.
Коллекционные карточные игры отличаются от обычных тем, что не известно сколько карт будет в колоде в самом конце. Каждый новый выпуск дополнительной колоды может сильно менять игровой баланс и заставлять игроков искать очень сильные и редкие карты. Многие современные колодостроительные игры специально меняют баланс так чтобы игроки покупали недостающие им карты в свои колоды.
В некоторых компьютерных играх используется симуляция бросания многогранного «кубика» (традиция, идущая от настольных игр Dungeons & Dragons с бросанием кубика). Но есть игры, в которых вместо бросания «кубика» используется симуляция тасования специальной колоды карт. Например, в серии игр Демиурги (Демиурги и Демиурги II) игрок перед магическим поединком составляет собственную колоду из доступных ему заклинаний.